# Granger, Indiana
Granger är en ort (CDP) i St. Joseph County, i delstaten Indiana, USA. Enligt United States Census Bureau har orten en folkmängd på 30 465 invånare (2010) och en landarea på 66,2 km².